# Lav sol! Høy himmel
Lav sol! Høy himmel är ett musikalbum med Anne Grete Preus, utgivet 1991 av skivbolaget WEA (Warner Elektra Atlantic). Albumet återutgavs 2013 som LP.

## Låtlista
1. "Jeg er en by!" – 5:17
2. "Fryd" – 5:48
3. "Ro meg over" – 4:33
4. "Muren" – 4:30
5. "Det ligger en drøm i grøftekanten" – 4:18
6. "Lav sol og høy himmel" – 6:51
7. "Alt for deg" – 3:58
8. "Jeg kommer når du roper" – 7:09
9. "I Am Such a Happy Person" – 2:39

- Alla låtar skrivna av Anne Grete Preus.

## Medverkande
Musiker
- Anne Grete Preus – sång, gitarr, synthesizer (på "Jeg er en by"), piano (på "Lav sol og høy himmel"), sampler, arrangement
- Eivind Aarset – gitarr
- Rolf Graf – basgitarr
- Atle Bakken – keyboard (på "Jeg er en by", "Fryd", "Ro meg over", "Muren"), orgel (på "Det ligger en drøm i grøftekanten", "Jeg kommer når du roper")
- Sverre Erik Henriksen – trummprogrammering, synthesizer (på "Ro meg over"), sampler, arrangement
- Paolo Vinaccia – trummor
- Jon Eberson – gitarr (på "Lav sol og høy himmel")
- Knut Reiersrud – mandolin (på "Jeg er en by"), slidegitarr (på "Fryd", "Muren")
- Nils Petter Molvær – trumpet (på "Lav sol og høy himmel", "Jeg kommer når du roper", "I Am Such a Happy Person")
- Bendik Hofseth – saxofon (på "Ro meg over")
- Anne Danielsen – körsång (på "Lav sol og høy himmel")
- Anne Hoseth – körsång (på "Lav sol og høy himmel")

Produktion
- Sverre Erik Henriksen – musikproducent, ljudtekniker
- Nils Johannsen – foto
- Bulldog Design – omslagsdesign, omslagskonst